# Liste der Monuments historiques in Petite-Chaux
Die Liste der Monuments historiques in Petite-Chaux führt die Monuments historiques in der französischen Gemeinde Petite-Chaux auf.

## Liste der Objekte
| Bezeichnung | Beschreibung | Standort                        | Kennzeichnung | Schutzstatus | Datum | Bild |
| ----------- | --- | ------------------------------- | ------------- | ------------ | ----- | ---- |
| Hauptaltar  | Altartisch, Tabernakel, Retabel und Gemälde; Holz und Stein, farbig gefasst und vergoldet, Ölfarbe auf Leinwand, 18. Jahrhundert | in der Kapelle St-Antide (Lage) | PM25001203    | Classé       | 1982  |      |
| Kruzifix    | Holz, farbig gefasst und vergoldet, 18. Jahrhundert                                                                              | in der Kapelle St-Antide (Lage) | PM25002326    | Inscrit      | 1981  |      |